# LAV-25
Le Light Armoured Vehicle 25, généralement appelé LAV-25, est un véhicule blindé léger développé entre 1981 et 1982 par General Motors Canada pour le compte des Forces armées des États-Unis et en particulier pour équiper la Rapid Deployment Task Force. Initialement prévu pour l’United States Army et le Marine Corps, seul le second s’en procure environ 800 exemplaires, l’armée ayant rapidement abandonné le programme en raison de coupes budgétaires.
Basé sur le Mowag Piranha, le LAV-25 est destiné à la reconnaissance et à être déployé rapidement avant l’arrivée des véhicules lourds ou sur des théâtres où la vitesse et la maniabilité sont plus importantes que le blindage. Plusieurs variantes ont également été développées pour les Marines pour l’appui-feu, le support et la lutte antichar, tandis que des clients étrangers ont également développé leur propre version.

## Historique

### Développement

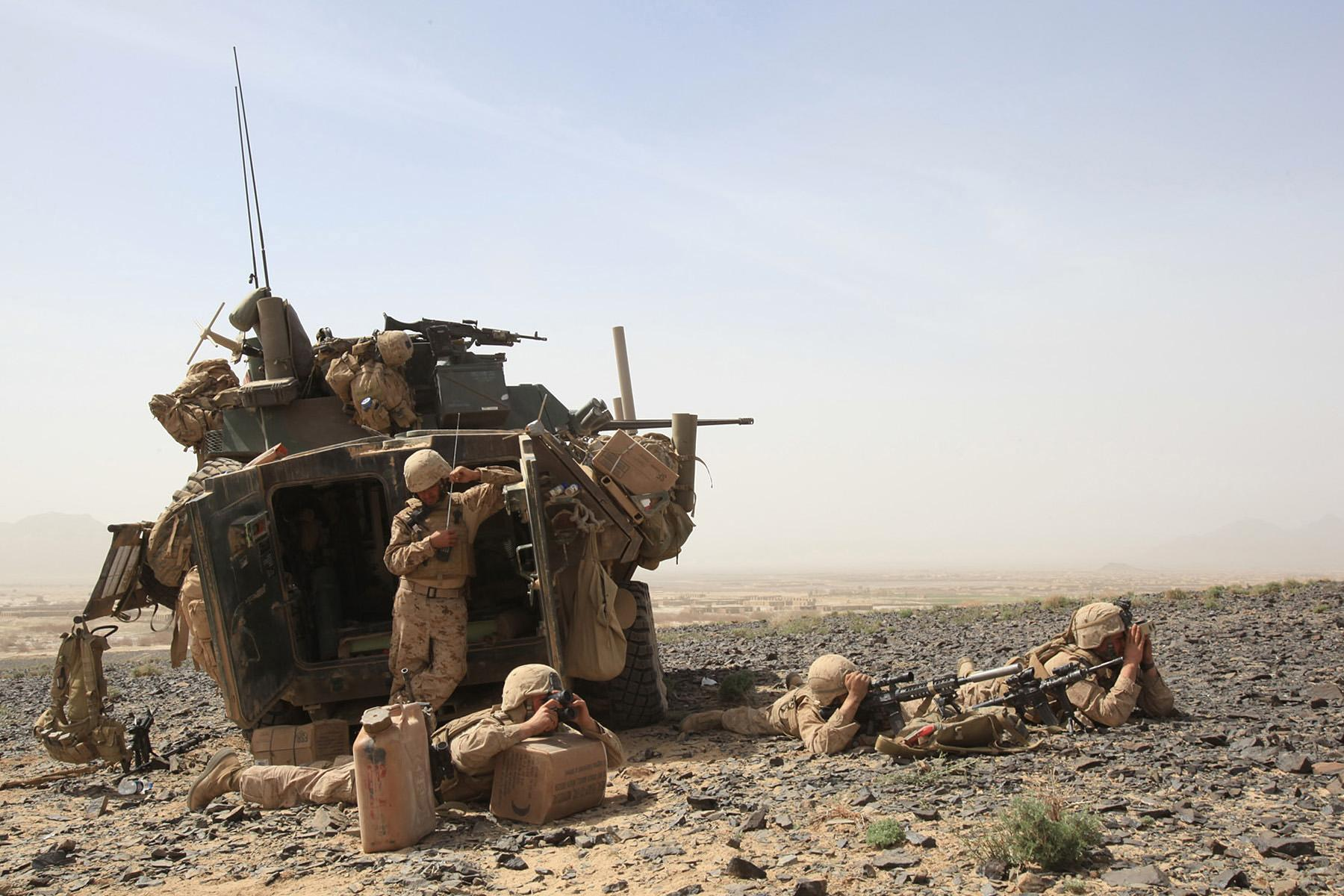
Un équipage du 3rd LAR en mission de reconnaissance en Afghanistan en 2011.

Le développement du LAV commence à la fin des années 1970, lorsque l’administration Carter cherche à équiper la Rapid Deployment Task Force nouvellement créée. En avril 1981, un appel d’offres est lancé auprès de vingt entreprises pour un véhicule blindé léger devant équiper les troupes de l’United States Army et du Marine Corps assignées à la RDTS. Trois d’entre-elles font une proposition suffisamment convaincante pour être étudiées en détail : Alvis, Cadillac Gage et General Motors Canada.
Afin de départager les trois concurrents, chacun d’eux doit produire trois véhicules d’essai, deux armés d’un canon M242 Bushmaster de 25 mm et un d’un canon de 90 mm Cockerill. Chez Alvis ce dernier est monté sur un châssis de Scorpion 90 et le canon de 25 mm sur le Stormer. Cadillac Gage propose un véhicule nouveau, le V-300, et une version allongée du V-150 Commando. Enfin, General Motors s’inspire du MOWAG Piranha qu’ils produisent sous licence pour l’armée canadienne. À l’issue des essais, qui se déroulent à Yuma et à Twentynine Palms, le projet de General Motors est déclaré vainqueur en septembre 1982. L’U.S. Army prévoit alors d’acheter 3 250 exemplaires du véhicule, qu’elle désigne M1047, et les Marines 744 exemplaires du LAV. En raison de difficultés budgétaires, l’U.S. Army réduit cependant dans un premier temps la commande envisagée pour acheter des HMMWV à la place, puis abandonne totalement le projet d’acquisition.
Il entre en service en premier dans le United States Marine Corps (USMC) en 1983 qui en perçoit 758 exemplaires, toutes versions comprises en 2007, selon le site Military Today et 893 en 2020 selon le site Aeron.
Le LAV-25 fait l’objet d’améliorations de son blindage en 1991 et en 1998. Le développement d’un programme d’extension de la durée de vie des véhicules est lancé en 2000 et confié à l’entreprise Metric Systems. Ce programme consiste en la modernisation de l’électronique, le remplacement de composants identifiés comme peu fiables et la réduction de la signature thermique. Les premiers véhicules améliorés sont disponibles à partir de mai 2003 et prennent le nom de LAV-A1.
Des changements plus importants sont entrepris en 2005 à la lumière de l’expérience acquise en Irak. Le LAV-A2 dispose d’une protection plus importante que les versions précédentes, notamment contre les mines et les engins explosifs improvisés ; un dispositif anti-incendie est de plus installé à l’intérieur du compartiment de l’équipage. En raison du poids du nouveau blindage, la suspension est également renforcée. L’électronique, en particulier le système de conduite de tir, fait aussi l’objet d’améliorations. Le contrat de conversion est confié à General Dynamics en février 2006 et les premiers véhicules sont disponibles à partir d’octobre 2007.
En 2020, le retrait du service est prévu dans les années 2030.

## Organisation
La première unité de véhicules blindés légers à être activée a été le 2e bataillon de VBL (2nd LAV Battalion), au Camp Lejeune, en Caroline du Nord, en mai 1985 qui a commencé à recevoir ses premiers VBL en juin 1984. Un total de quatre bataillons, trois d'active et un de réserve, sont mis sur pied. Ils subissent plusieurs changements de nom pour devenir de l'infanterie blindée légère en 1988 avant de devenir en 1994 des bataillons de reconnaissance blindée légère. Cela a été fait pour mieux refléter les capacités, la mission et le but des bataillons équipés de LAV-25.

## Caractéristiques

### Motricité
Le LAV est propulsé par un moteur Diesel Detroit Diesel-Allison 6V53T développant 275 hp. Il est couplé à une boîte de vitesses automatique comportant cinq rapports avant et un arrière. Le véhicule dispose de huit roues et peut opérer en 8x8 ou en 4x4. La suspension est à ressorts sur les quatre roues avant et à barres de torsion sur les quatre roues arrière. Les pneus de grande dimension sont produits par Michelin et ont une carcasse en acier. Sur route, le véhicule peut se déplacer à une vitesse maximale d’environ 100 km/h.
Le LAV peut se déplacer sur une surface d’eau calme à l’aide de deux propulseurs. Ceux-ci peuvent être orientés par l’intermédiaire du volant, ce qui permet de diriger le véhicule dans l’eau. La vitesse maximale sur l’eau est d’environ 10,5 km/h.

### Protection
À l’origine, le LAV est protégé par un blindage simple en acier assurant une protection contre les balles de 7,62 mm et les éclats d’obus. Afin d’assurer une meilleure protection, un kit de blindage supplémentaire prenant la forme de tuiles en céramique à fixer sur la coque est mis au point par Foster-Miller en avril 1991. Appelé LAST, pour Light Appliqué System Technique, ce kit permet au véhicule de résister aux projectiles jusqu’à 14,5 mm. Cependant, seuls 75 véhicules sont équipés et ils ne sont pas prêts à temps pour pouvoir être utilisés pendant la guerre du Golfe. Un autre kit, appelé CCA pour Composite Ceramic Armor, est conçu en 1998 par l’entreprise Rafael et permet de résister à des obus perforants de 20 mm.

### Armement
L’armement principal est un canon de 25 mm M242 Bushmaster. Un dispositif de sécurité empêche le canon de tirer vers l’arrière lorsque les trappes supérieures du compartiment passager sont ouvertes, afin d’éviter les blessures accidentelles. Le canon est chargé par défaut avec 150 obus explosifs et 60 obus perforants et 420 obus supplémentaires sont embarqués à bord.
L’armement secondaire est composé de deux mitrailleuses M240 de 7,62 mm, une coaxiale et une installée sur le toit de la tourelle, cette dernière étant toutefois facultative. Pour sa défense, le véhicule dispose également de deux lance-grenades fumigènes M257 disposant chacun de quatre grenades L8A1, qui permettent de générer un écran de fumée.

## Variantes

### Variantes développées pour les Marines

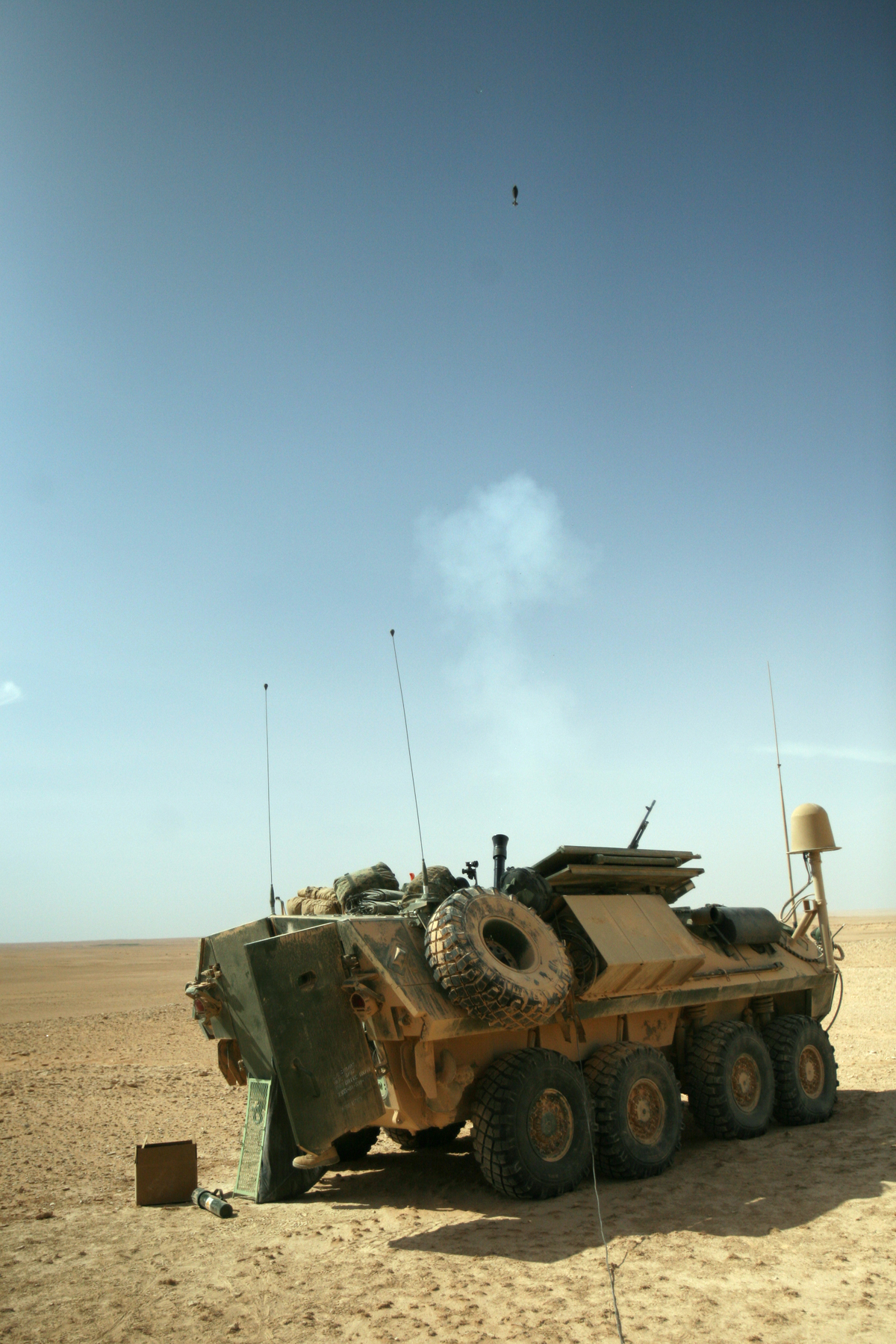
Tir d'un obus de 81 mm depuis un LAV-M.

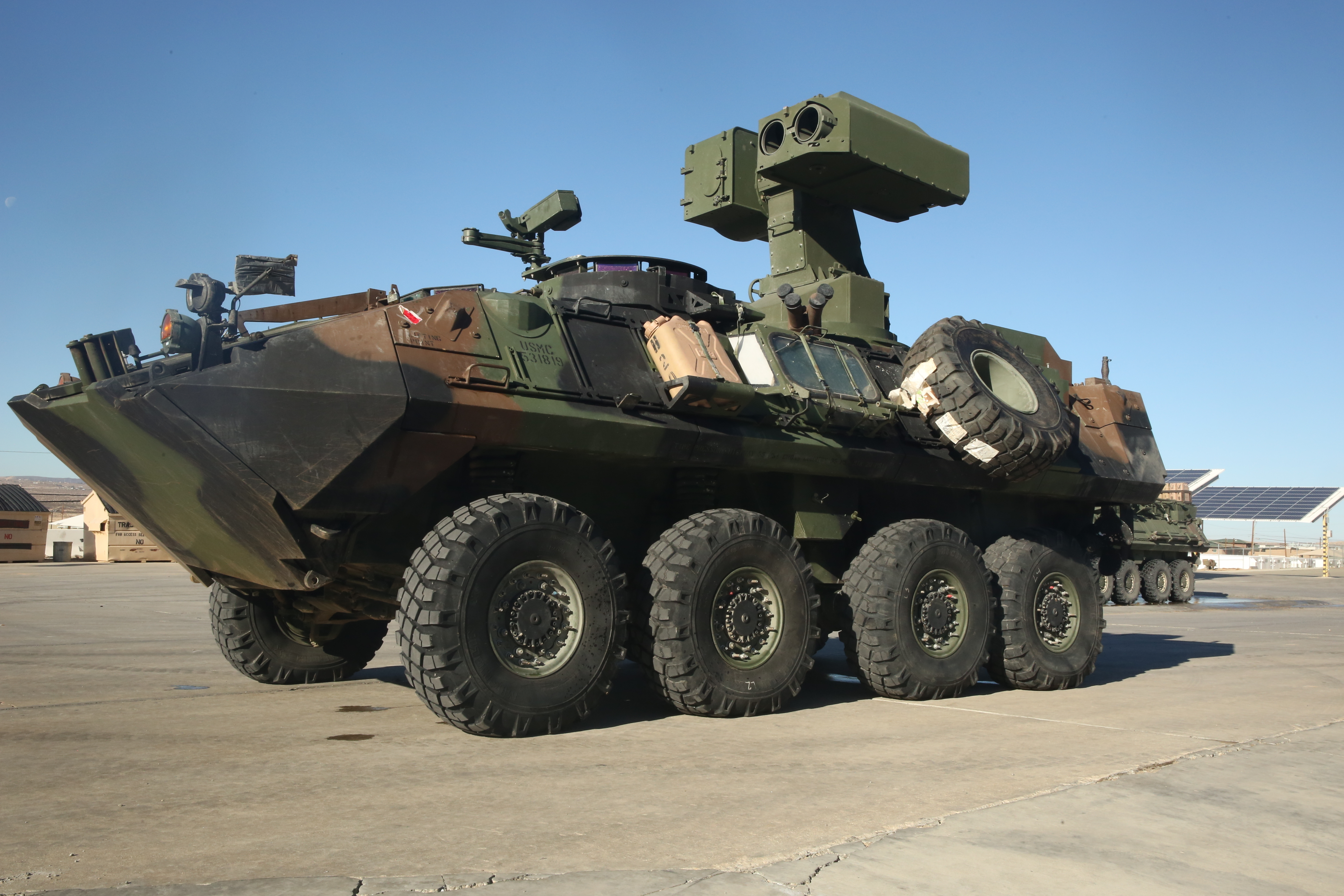
Un LAV-ATWS, renommé LAV-ATM, testant la tourelle MTAS armée de TOW en 2015.

En plus du LAV-25, version de base utilisée en plus grand nombre, les Marines disposent de plusieurs versions spécialisées construites sur le même châssis. Produit à partir de 1986 et à 94 exemplaires au total, le LAV-L est destiné au transport de matériel. La tourelle est ainsi remplacée par un toit surélevé et un treuil d’1 t, tandis que les trappes sont modifiées pour faciliter le chargement de palettes.
La production du LAV-R a également commencé en 1986. Celui-ci est un véhicule de dépannage dont la tourelle est remplacée par une grue de 3 t, tandis qu’un treuil de 13,6 t est monté à l’arrière. Le compartiment passager contient un petit atelier permettant d’effectuer des réparations. En tout, 46 exemplaires ont été produits. De son côté, le LAV-C2 est un véhicule destiné au commandant de bataillons. Produit à partir de 1985, il ressemble au LAV-L de l’extérieur, mais son compartiment passager est transformé en poste de commandement mobile, avec des plans de travail et du matériel de communication supplémentaire. Enfin, le LAV-MEWSS est un véhicule de guerre électronique principalement dédié au brouillage des communications radio VHF et FM. Produit à douze exemplaires entre 1986 et 1989, le LAV-MEWSS est équipé d’un brouilleur AN/ULQ-19 et de capteurs W-J 8618B et AN/PRD-10.
Outre ces variantes de support, il existe également des versions plus offensives. Sur le LAV-AT, la tourelle est remplacée par un lance-missiles antichars Emerson TOW avec deux missiles TOW chargés et quatorze en réserve. Le LAV-AT a été produit à partir de 1987 et à 96 exemplaires au total, il est modernisé depuis 2017 sous le nom de LAV-ATM avec un tourelle MTAS de Raytheon qui doit équiper 118 véhicules. Le LAV-M est un véhicule d’appui feu, qui emporte un mortier M252 de 81 mm avec 90 obus. Des essais ont été également menés avec un mortier de 107 mm et de 120 mm, mais aucun véhicule n’a été équipé dans ces configurations, bien que cela soit possible. La production s’est arrêtée en 1986 avec 50 exemplaires produits. Enfin, le LAV-AD, dont le développement s’étend entre 1987 et 1992, est un véhicule de défense antiaérienne équipé d’un tourelle Blazer produite par General Electric. L’armement est composé d’un canon rotatif de 25 mm GAU-12 et deux lance-missiles Stinger avec quatre missiles chacun. Bien que les Marines aient souhaité en commander 125 exemplaires, les restrictions budgétaires consécutives à la fin de la Guerre froide réduisent ce nombre à seulement 17, le dernier étant livré en 1998.

### Variantes à destination d’autres pays
Plusieurs autres pays se sont portés acquéreurs du LAV, généralement avec des modifications par rapport aux véhicules utilisés par les Marines. L’ASLAV-25 est utilisé par l’Australie, qui en acheté 272 exemplaires à partir de 1990. Les premiers ASALV sont identiques au LAV-25 et ce n’est qu’après 1997 que le programme de modernisation lancé par l’armée australienne a introduit des différences plus substantielles.
Afin de remplacer le véhicule de reconnaissance Lynx, le Canada a acheté 203 LAV-25. Appelé Coyote, la version canadienne diffère du modèle des Marines par le fait que le compartiment arrière n’accueille pas de troupe, mais des systèmes électroniques de surveillance. Il en existe plusieurs variantes en fonction de l’équipement embarqué.
Un autre gros utilisateur du LAV est l’Arabie Saoudite, qui en a commandé un grand nombre au cours des années 1990. Le pays dispose notamment de 130 exemplaires d’une variante qui lui est propre : le LAV-AG. Initialement conçue pour les Marines au début des années 1990 mais n’ayant alors pas donné lieu à commande en raison des coupes budgétaires, le LAV-AG est une version plus lourdement armée que le LAV-25. La version originale des Marines devait être équipée d’un canon à faible recul de 105 mm EX35 conçu par Benét Laboratories, mais celle des Saoudiens est armée d’un canon de 90 mm Cockerill Mk. 8,.

## Utilisateurs
- Arabie saoudite
  - Garde nationale de l'Arabie saoudite - 1 900 exemplaires de diverses versions de Mowag Piranha dont des LAV-25[26]
- États-Unis
  - 893 toutes versions début 2020.
    - USMC - 403 LAV-25, 95 LAV-AT, etc. en 2008[27]
    - US Army - Un petit nombre de LAV-25A2 provenant de l’USMC acquit pour le 4e bataillon du 68e régiment blindée de la 1re brigade de la 82e division aéroportée en 2018[28]

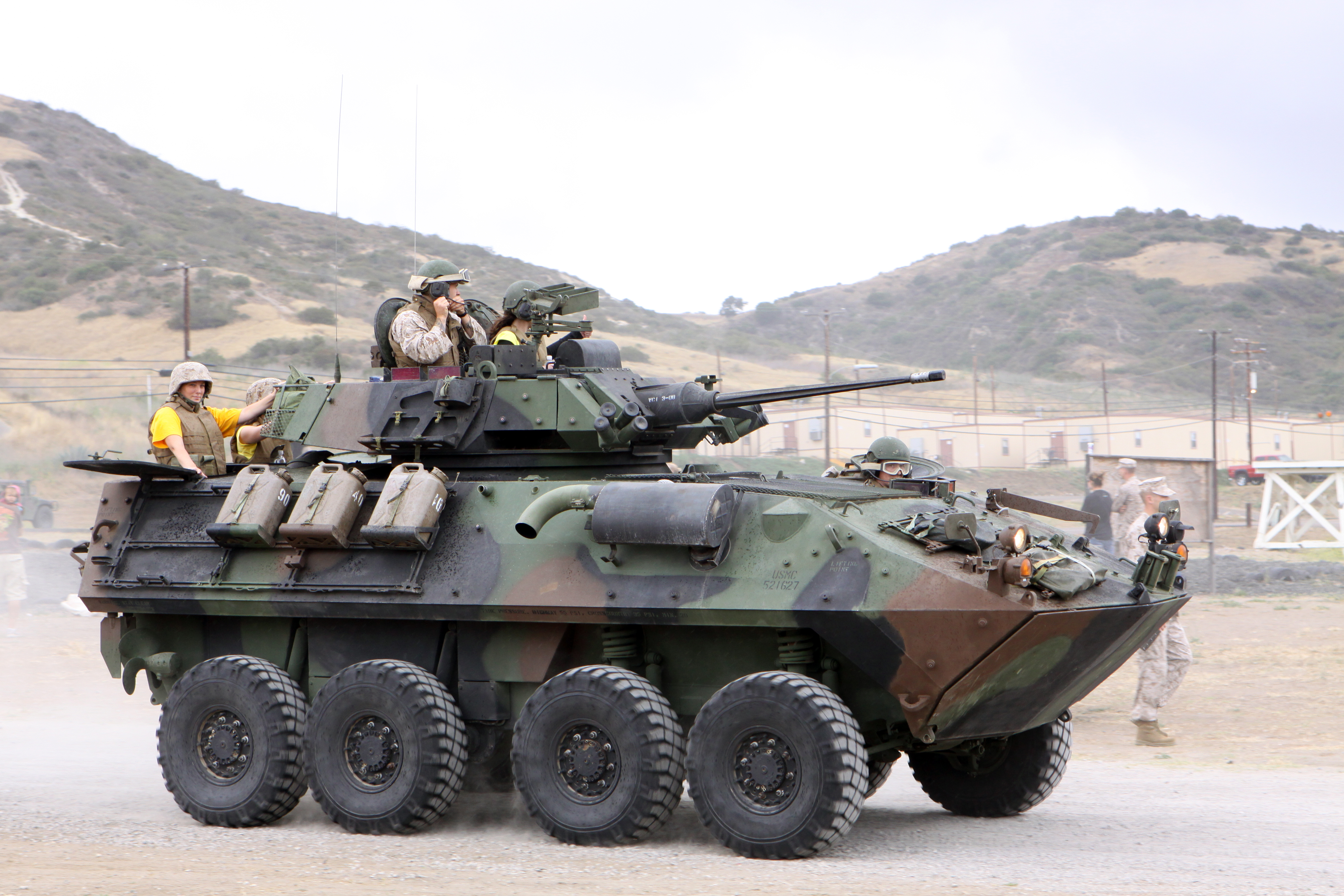
Un LAV-25 de l'USMC dans un camp d'entrainement en 2009.

## Données techniques
|                               | LAV-25 | LAV-C2 | LAV-AT                                       | LAV-M | LAV-R                                               | LAV-L |
| Longueur (m)                  | 6,42   | 6,58   | 6,39                                         | 6,39  | 7,38 (grue vers l’arrière) 6,50 (grue vers l’avant) | 6,47  |
| Largeur (m)                   | 2,50   | 2,50   | 2,50                                         | 2,50  | 2,50                                                | 2,50  |
| Hauteur (m)                   | 2,56   | 2,79   | 2,69 (lanceur replié) 3,52 (lanceur déployé) | 2,14  | 2,77 (grue vers l’arrière) 2,69 (grue vers l’avant) | 2,77  |
| Garde au sol (m)              | 0,38   | 0,38   | 0,38                                         | 0,38  | 0,38                                                | 0,38  |
| Masse à vide (kg)             | 11099  | 10877  | 11272                                        | 10668 | 11331                                               | 10324 |
| Masse en ordre de combat (kg) | 12882  | 12791  | 12542                                        | 12120 | 12664                                               | 12791 |

|                                        | LAV-25                                      | LAV-C2                                      | LAV-AT                                      | LAV-M                                       | LAV-R                                       | LAV-L                                       |
| Motorisation                           | General Motors 6V53T                        | General Motors 6V53T                        | General Motors 6V53T                        | General Motors 6V53T                        | General Motors 6V53T                        | General Motors 6V53T                        |
| Puissance                              | 275 hp à 2800 t/m                           | 275 hp à 2800 t/m                           | 275 hp à 2800 t/m                           | 275 hp à 2800 t/m                           | 275 hp à 2800 t/m                           | 275 hp à 2800 t/m                           |
| Transmission                           | Allison MT653 à 5 vitesses avant, 1 arrière | Allison MT653 à 5 vitesses avant, 1 arrière | Allison MT653 à 5 vitesses avant, 1 arrière | Allison MT653 à 5 vitesses avant, 1 arrière | Allison MT653 à 5 vitesses avant, 1 arrière | Allison MT653 à 5 vitesses avant, 1 arrière |
| Puissance massique (hp/t)              | 19,4                                        | 19,5                                        | 19,9                                        | 20,6                                        | 19,7                                        | 19,6                                        |
| Type de carburant                      | Gasoil MIL-VV-F-800                         | Gasoil MIL-VV-F-800                         | Gasoil MIL-VV-F-800                         | Gasoil MIL-VV-F-800                         | Gasoil MIL-VV-F-800                         | Gasoil MIL-VV-F-800                         |
| Contenance des réservoirs de carburant | 269 L                                       | 269 L                                       | 269 L                                       | 269 L                                       | 269 L                                       | 269 L                                       |
| Pneus                                  | Michelin XL 11x16                           | Michelin XL 11x16                           | Michelin XL 11x16                           | Michelin XL 11x16                           | Michelin XL 11x16                           | Michelin XL 11x16                           |
| Vitesse maximale sur route             | 100 km/h                                    | 100 km/h                                    | 100 km/h                                    | 100 km/h                                    | 100 km/h                                    | 100 km/h                                    |
| Vitesse maximale dans l’eau            | 10 km/h                                     | 10 km/h                                     | 10 km/h                                     | 10 km/h                                     | 10 km/h                                     | 10 km/h                                     |
| Autonomie                              | 644 km                                      | 644 km                                      | 644 km                                      | 644 km                                      | 644 km                                      | 644 km                                      |
| Franchissement hauteur                 | 0,50 m                                      | 0,50 m                                      | 0,50 m                                      | 0,50 m                                      | 0,50 m                                      | 0,50 m                                      |
| Franchissement largeur                 | 1,74 m                                      | 1,74 m                                      | 1,74 m                                      | 1,74 m                                      | 1,74 m                                      | 1,74 m                                      |
| Franchissement profondeur              | Sans limite (amphibie)                      | Sans limite (amphibie)                      | Sans limite (amphibie)                      | Sans limite (amphibie)                      | Sans limite (amphibie)                      | Sans limite (amphibie)                      |
| Franchissement pente                   | 60%                                         | 60%                                         | 60%                                         | 60%                                         | 60%                                         | 60%                                         |

|                               | LAV-25                                                                    | LAV-C2                                                 | LAV-AT                                        | LAV-M                                         | LAV-R                                         | LAV-L                                         |
| Armement principal            | 1 canon M242                                                              | 1 mitrailleuse de 7,62 mm                              | 2 lance-missiles TOW 2                        | 1 mortier M252 de 81 mm                       | 1 mitrailleuse de 7,62 mm                     | 1 mitrailleuse de 7,62 mm                     |
| Munitions armement principal  | 630 obus de 25 mm                                                         | 1000 cartouches                                        | 16 missiles TOW 2                             | 90 obus                                       | 1000 cartouches                               | 1000 cartouches                               |
| Armement secondaire 1         | 1 mitrailleuse M240 coaxiale                                              | -                                                      | 1 mitrailleuse de 7,62 mm                     | 1 mitrailleuse de 7,62 mm                     | -                                             | -                                             |
| Armement secondaire 2         | 1 mitrailleuse M60 ou M240E1 sur le toit                                  | -                                                      | -                                             | -                                             | -                                             | -                                             |
| Munitions armement secondaire | 1600 cartouches de 7,62 mm                                                | -                                                      | 1000 cartouches                               | 1000 cartouches                               | -                                             | -                                             |
| Autre armement                | 2 lance-grenades fumigènes M257 (16 grenades), 4050 cartouches de 5,56 mm | 2 lance-grenades fumigènes M257 (16 grenades)          | 2 lance-grenades fumigènes M257 (16 grenades) | 2 lance-grenades fumigènes M257 (16 grenades) | 2 lance-grenades fumigènes M257 (16 grenades) | 2 lance-grenades fumigènes M257 (16 grenades) |
| Radio                         | 2 AN/VRC-92A, AN/PRC-104, AN/PRC-68, PLRS                                 | AN/VRC-92A, AN/VRC-83(V)2, AN/PRC-68, PLRS, AN/GRC-213 | AN/VRC-92A, AN/PRC-104, AN/PRC-68             | AN/VRC-92A, AN/PRC-104, AN/PRC-68             | AN/VRC-92A, AN/PRC-104, AN/PRC-68             | AN/VRC-92A, AN/PRC-104, AN/PRC-68             |